# ミラー・モータースポーツ・パーク
ユタ・モータースポーツ・キャンパス (Utah Motorsports Campus) は、アメリカ合衆国ユタ州トゥーイルにあるサーキット。

## コースの概要
周回方向は反時計回り。フルコースは全長4.486マイル(7.220km)という、北米最長のサーキットである。メインストレート上での最高速は時速200マイル(320km/h)に達する。また、より短いレイアウトとして、インフィールド部分をショートカットした全長3.048 マイル(4.905 km)のアウターコースとしての使用や、フルコースを東西に分割して2つの2.2マイル(3.5 km) のショートコースの同時使用も可能である。アウターコースは北米屈指の高速ロードコースであり、AMAスーパーバイクでの平均速度は時速100マイル(160km/h)を超える。

## サーキットの歴史
NBAユタ・ジャズのチームオーナーのラリー・H・ミラーが、個人的な遊び場としてのサーキットを予算5百万ドルほどで作ろうと計画したのが始まりだった。この計画に賛同した地元のオートバイ・自動車関連企業の援助によって、総費用8千5百万ドル以上の大プロジェクトに発展していった。
コースデザインは、世界的に有名なサーキットデザイナーのアラン・ウィルソンが手がけた。2006年4月1日にサーキットはグランドオープンを迎え、そのシーズンからはアメリカン・ル・マン・シリーズ、AMAスーパーバイク、グランダム・シリーズ等の国内ビッグイベントが開催された。
2008年からは、3年契約でスーパーバイク世界選手権(SBK)の開催地となり、AMAスーパーバイクと同日に併催されることになった。SBKとAMAのパフォーマンスを直接比較されるのを避けるためと、スポンサー関係の問題から、SBKはアウターコース、AMAはフルコースと、別々のコースレイアウトで開催されることになった。

## コースレイアウトのバリエーション

フルコース
アウターコース
東コース
西コース